# Mary Tsoni
Mary Tsoni, görög betűkkel: Μαίρη Τσώνη; a hivatalos átírás szerint: Méri Cóni (Athén, 1987 – Athén, 2017. május 8.) görög színésznő, énekesnő.

## Élete
Sminkesként kezdte filmes pályafutását, majd 2005 és 2010 között szerepelt hat filmben. Legismertebb szerepe a Kutyafog című filmben volt, amiért a szarajevói filmfesztiválon a legjobb színésznőnek járó díjat nyerte el. A színészet mellett a Mary and The Boy punkzenekar énekeseként is ismert volt Görögországban. Az együttesnek 2005 és 2009 között három albuma jelent meg.
2017. május 8-án athéni otthonában holtan találták.

## Filmjei
- To kako (2005)
- Die Nordend Strasse (2005)
- Kutyafog (Kynodontas) (2009)
- To kako - Stin epohi ton iroon (2009)
- Artherapy (2010)
- Ta oporofora tis Athinas (2010)